# Tube-Tech
Pour les articles homonymes, voir Tube.
Tube-Tech est un groupe allemand de techno, actif entre 2003 et 2009.

## Histoire
Il se composait des membres Udo Niebergall, Joachim Muno et Alex Denton. Tube-Tech s'est surtout fait connaître dans le milieu musical du schranz grâce à leurs reprises des tubes The End et Riders on the Storm du groupe The Doors. Le chanteur Alex Denton possédait une voix similaire à celle de Jim Morrison. Eric Sneo a fait partie des producteurs du groupe pendant une courte période. The End est considéré comme la chanson d'adieu lors de la fête d'adieu du club techno Palazzo à Bingen. La même année, le morceau devient un hit et se hisse dans les Media Control Charts.

## Discographie
- 2004 : Raw
- 2007 : Electric Wildness